# Сенеж (платформа)
Сене́ж — остановочный пункт / пассажирская платформа главного хода Октябрьской железной дороги (Ленинградское направление Мосузла) в городском округе Солнечногорск / Солнечногорском районе Московской области.
Находится на окраине города Солнечногорска Московской области. Названа по близлежащему озеру Сенеж. С северной части платформы железнодорожный путь делает относительно крутой поворот, из-за которого скоростные поезда стали представлять особенную опасность для людей при пересечении путей.
На остановочном пункте имеется две посадочные боковые платформы. Переход между платформами осуществляется по бетонному настилу только с северной стороны платформы, с южной стороны переход через пути не оборудован, в 2009 году там погибла дачница-пенсионерка под колёсами поезда «Сапсан». Кассы отсутствуют, турникетами платформа не оборудована.
По ходу движения от Москвы справа находится Дом отдыха (ранее Завода им. Владимира Ильича, затем — управления делами президента России), а слева и справа — дачные участки.
В справочнике «Железнодорожные станции СССР», изданном в 1981 году, написано, что платформа была открыта в 1964 году, однако это неверно. О платформе упомянули в книге «Памятные места Московской области», которая была издана в 1956 году, когда платформа ещё называлась «Лесная».

## Фотографии
- Вид на платформу на Москву
- Вид платформы от Москвы
- Вид в сторону Клина